# Sant Joan de l'Erm
Sant Joan de l'Erm - opuszczona miejscowość w Hiszpanii, w Katalonii, w prowincji Lleida, w comarce Alt Urgell, w gminie Montferrer i Castellbò.
Według danych INE z 2005 roku miejscowość nie zamieszkiwała żadna osoba, liczba ludności wynosi więc 0.